# Craig Wapnick
Craig Wapnick (* 15. Februar 1970) ist ein ehemaliger südafrikanischer Squashspieler.

## Karriere
Craig Wapnick spielte Anfang der 1990er-Jahre erstmals auf der PSA World Tour und gewann auf dieser zwei Titel. Seine höchste Platzierung in der Weltrangliste erreichte er mit Position 32 im Mai 1995. 
Zwischen 1994 und 1997 stand er dreimal im Hauptfeld der Weltmeisterschaft. 1997 erreichte er dabei das Achtelfinale. Mit der südafrikanischen Nationalmannschaft nahm er 1993, 1995 und 1997 an Weltmeisterschaften teil. Er gehörte außerdem bei den Commonwealth Games 1998 zum südafrikanischen Kader. Im Einzel erreichte er das Viertelfinale, in dem er Alex Gough unterlag. 1997 wurde er südafrikanischer Landesmeister.

## Erfolge
- Gewonnene PSA-Titel: 2
- Südafrikanischer Meister: 1997